# Moré (localidade bíblica)

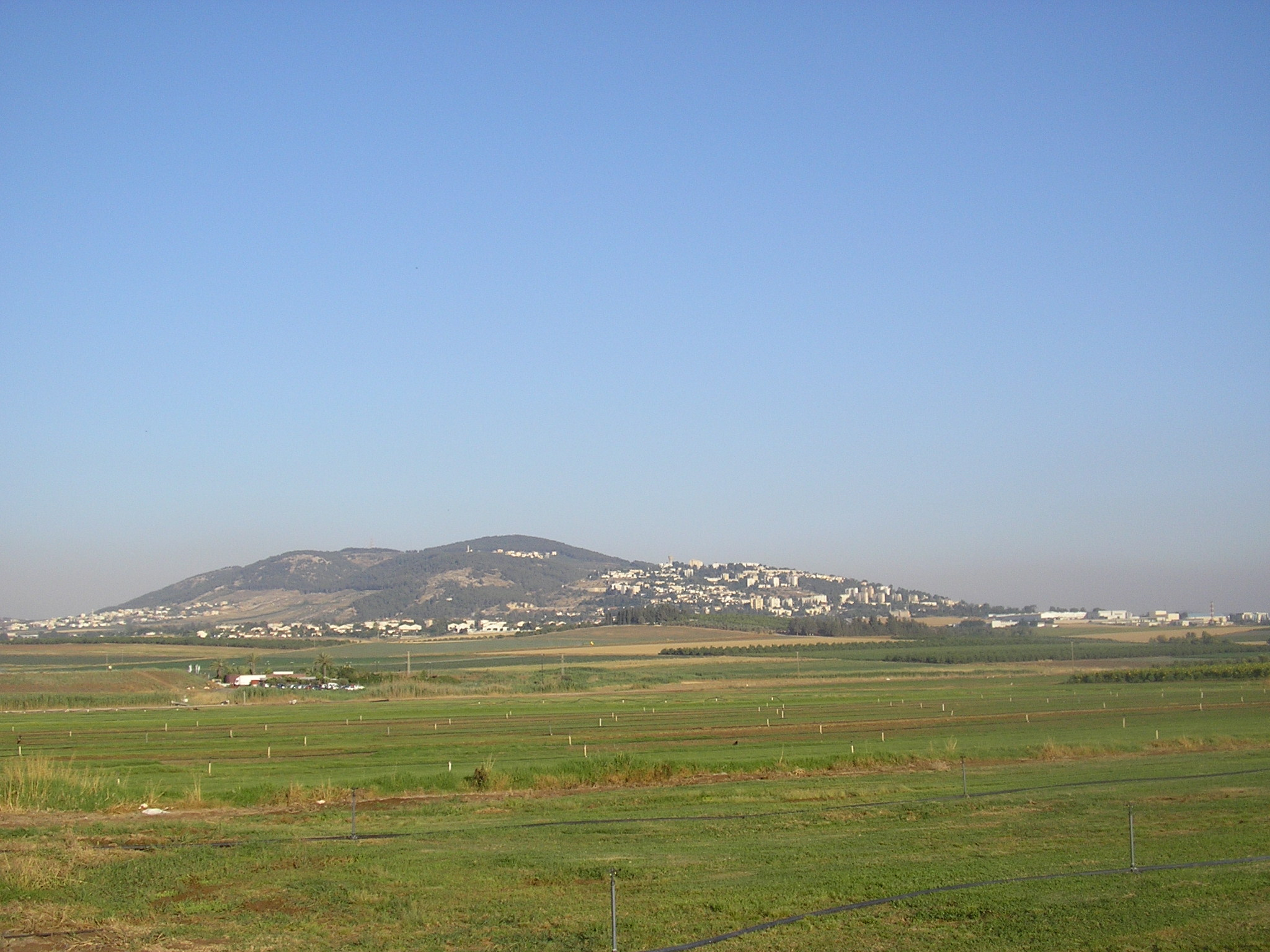
"Givet Hamoreh" (monte Moré) sul do Monte Tabor

Moré é o nome de uma localização, comumente utilizada no livro de Gênesis.

## Localidade citada na bíblia hebraica
Os tradutores que consideram o obscuro elom Moré de Gênesis 12:6 como sendo o nome de uma localidade, apresentam-a como "as planícies de Moré". Os tradutores que consideram o termo como sendo um arvoredo ou árvore sagrados, geralmente a traduzem como "carvalho", uma árvore notável por seu tamanho e idade em paisagens secas da região. O notável carvalho é membro da família do pistache e da Rhus. Assim, para eles, em Siquém, cresceram os carvalhos, elon moré: "Abraão atravessou a terra até Siquém, até ao carvalho de Moré. Nesse tempo os cananeus habitavam esta terra" (Gênesis 12:6). Esta árvore ou arvoredo, com o nome que deve significar "professor", ou "oráculo", foi uma fronteira na área chamada de "planícies de Moré" (Deuteronômio 11:30) ou "monte Moré" (Juízes 7:1).
Gênesis 35:4: "Então, deram a Jacó todos os deuses estrangeiros que tinham em mãos e as argolas que lhes pendiam nas orelhas; e Jacó os escondeu debaixo do carvalho que está junto a Siquém". Em uma leitura neutra descobre-se que a árvore, carvalho ou não, cresceu acima de ídolos e tesouros dedicados, os hebreus relembraram, e eles associaram o enterro destas coisas com a idade patriarcal.
O sítio de Moré, a colina na qual Gideão acampou antes de ter atacado os Midianitas, é algumas vezes identificado com o moderno Nebi Dahi, Israel, sul do Monte Tabor, mas isto ainda não foi definitivamente confirmado.